# Ribeirinho
Ribeirinho, eigentlich Francisco Carlos Lopes Ribeiro, (* 21. September 1911 in Lissabon; † 7. Februar 1984 ebenda) war ein portugiesischer Schauspieler und Regisseur.

## Werdegang
Er wurde als jüngerer Bruder des späteren Regisseurs António Lopes Ribeiro im Lapa-Viertel in Lissabon geboren. Schon mit fünf Jahren stand er erstmals auf einer Theaterbühne, in Linda-a-Velha. Er spielte Theater fortan, und begann 1935 auch selbst, Stücke zu inszenieren. Für seinen Bruder stand er 1937 erstmals vor der Kamera. Er spielte häufig in den zu der Zeit beliebten Revuen Lissabons, wo er besonders als komischer Schauspieler Erfolge feierte. Dies setzte sich in seiner Filmkarriere fort, was ihm beträchtlichen Ruhm einbrachte, vor allem in den erfolgreichen Komödien seines Bruders und denen des ehemaligen UFA-Schauspielers Arthur Duarte. Seine einzige Arbeit als Filmregisseur, O Pátio das Cantigas (dt. „Hinterhof der Lieder“, 1942), wurde einer der größten Kinoerfolge seiner Zeit in Portugal, auch dank seiner eigenen komödiantischen Schauspielleistung. Wieder spielte er hier den schüchternen und schmächtigen, aber einfallsreichen und humorvollen, quirligen Verliebten.
Auch als ernsthafter Theaterintendant machte er sich einen Namen, vor allem mit seinen Inszenierungen der heiligen Johanna von George Bernard Shaw und Warten auf Godot von Samuel Beckett  in den 1950er Jahren. Von 1978 bis 1981 war er Direktor des Teatro Nacional D. Maria II am Rossio-Platz in Lissabon.

## Filmografie
- 1937: A Revolução de Maio R: António Lopes Ribeiro
- 1940: Feitiço do Império R: António Lopes Ribeiro
- 1941: O Pai Tirano R: António Lopes Ribeiro
- 1942: O Pátio das Cantigas (auch Regie)
- 1944: A Menina da Rádio R: Arthur Duarte
- 1945: A Vizinha do Lado R: António Lopes Ribeiro
- 1947: Três Espelhos R: Ladislao Vajda
- 1950: O Grande Elias R: Arthur Duarte
- 1954: O Costa d'África R: João Mendes
- 1959: O Primo Basílio R: António Lopes Ribeiro
- 1964: Aqui Há Fantasmas R: Pedro Martins
- 1980: O Diabo Desceu à Vila R: L. J. Teixeira da Fonseca